# Плохая компания (фильм, 1972)
«Плохая компания» (англ. Bad Company) — американский художественный фильм в жанре вестерн режиссёра Роберта Бентона, вышедший на экраны в 1972 году. Главные роли в нём сыграли Джефф Бриджес и Бэрри Браун.

## Сюжет
действие фильма происходит в 1863 году, во время гражданской войны в США. Обе стороны заинтересованы в новобранцах, по стране разъезжают вооружённые отряды вербовщиков. Образованный и воспитанный юнош из приличной семьи Дрю Диксон отправляется к дальним родственникам, чтобы укрыться от призыва. Остановившись в пути в Сент-Джозефе, штат Миссури, Дрю встречает Джека, молодого бродягу-дезертира, который грабит его и скрывается. Позже Дрю снова натыкается на Джека и становится членом его банды. 
Вооружившись старыми револьверами и уведя несколько лошадей, герои отправляются в прерию, где терпят разнообразные лишения. Они теряют всех товарищей и расстаются: Дрю становится помощником федерального маршала, Джек вступает в банду Большого Джо, которую этот маршал ищет. Когда суд приговаривает Джека к виселице, Дрю устраивает ему побег. Ограбив ближайшее отделение банка «Уэллс Фарго», друзья отправляются на поиски новых приключений.

## В ролях
- Джефф Бриджес — Джек Рамси
- Бэрри Браун — Дрю Диксон
- Джим Дэвис — маршал
- Дэвид Хаддлстон — Большой Джо
- Джон Сэвидж — Лоуни
- Джеффри Льюис — Хоббс
- Эд Лотер — Орин
- Дэймон Кофер — Джим Боб Логан
- Джерри Хаузер — Артур Симмс
- Раймонд Гут — Джексон

## Оценки
Роджеру Эберту фильм понравился. Критик отметил, что «Плохая компания» представляет собой совокупность довольно самостоятельных эпизодов и некоторые из них очень удачны; при этом в финале остаётся непонятным, что хотели сказать авторы. Деннис Шварц назвал картину лучшей у Бентона. По его словам, это ревизионистский вестерн, развенчивающий представления о Западе как стране изобилия, ироничное и жестокое зрелище. Другие критики отмечают виртуозную работу камеры и высокое качество сценария. Сценаристы были номинированы на премию Гильдии сценаристов США за лучший оригинальный сценарий.
На сайте-агрегаторе отзывов Rotten Tomatoes фильм получил рейтинг 83 %. При этом коммерческого успеха он не имел.